# Litukka
Litukka eller Litukkajärvi är en sjö i Finland. Den ligger i kommunen Haapavesi i landskapet Norra Österbotten, i den centrala delen av landet, 500 km norr om huvudstaden Helsingfors. Litukka ligger 121 meter över havet. Arean är 78,4 hektar och strandlinjen är 3,49 kilometer lång. Sjön  ingår i Pyhäjoki älvs huvudavrinningsområde.   I omgivningarna runt Litukka växer i huvudsak blandskog.